# 朱文別駅
朱文別駅（しゅもんべつえき）は、北海道（留萌振興局）増毛郡増毛町大字舎熊村字朱文別にあった北海道旅客鉄道（JR北海道）留萌本線の駅（廃駅）である。電報略号はユモ。
最終の留萌行き1本は当駅を通過していた。

## 歴史

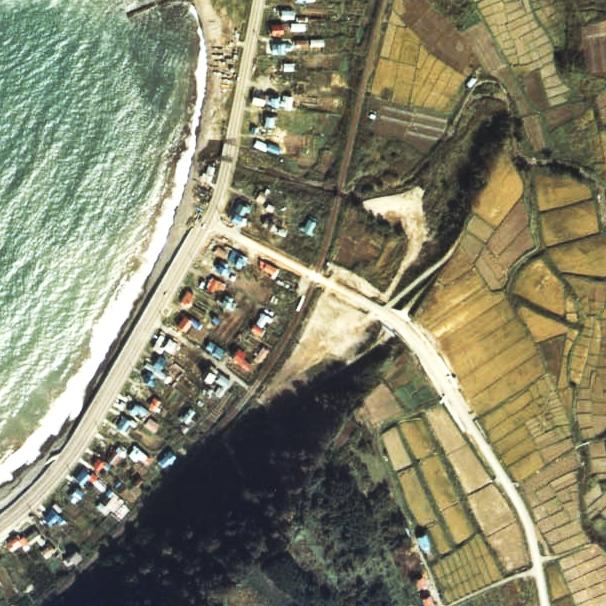
1977年の朱文別仮乗降場と周囲約500m範囲。左下が増毛方面。

- 1963年（昭和38年）12月1日：日本国有鉄道留萠本線の舎熊駅 - 増毛駅間に朱文別仮乗降場（局設定）として新設開業[1]。旅客のみ取扱い。
- 1987年（昭和62年）4月1日：国鉄分割民営化によりJR北海道に継承。同時に駅に昇格。朱文別駅となる[1]。
- 1990年（平成2年）3月10日：営業キロ設定。
- 2016年（平成28年）12月5日：留萌駅 - 増毛駅間の廃止に伴い、廃駅となる[2]。

### 駅名の由来
所在地名より。
当地について松浦武四郎の『西蝦夷日誌』には「シユフンベツ。名義桃花魚（うぐい）川と云儀」とあることから、もともとアイヌ語では「スプンペッ（supun-pet）」（ウグイ・川）と呼ばれていたと推測されているが、これに和人が「朱文別」の字をあて当初は「しゅぶんべつ」と読ませたのが後年転訛したのではないか、と推測されている。

## 駅構造
単式ホーム1面1線を有した地上駅。ホームは線路の西側（増毛方面に向かって右手側）に存在した。転轍機を持たない棒線駅だった。
仮乗降場に出自を持つ開業時からの無人駅で駅舎はないが、ホーム北側出入口附近に待合所を有した。外観および玉砂利の敷かれた内部ともに阿分駅と全く同じ仕様の鉄板張りの建物だった。トイレはない。ホームは木製デッキ式ではなくプレコン製だった。深川方にスロープを有し駅施設外に連絡していた。

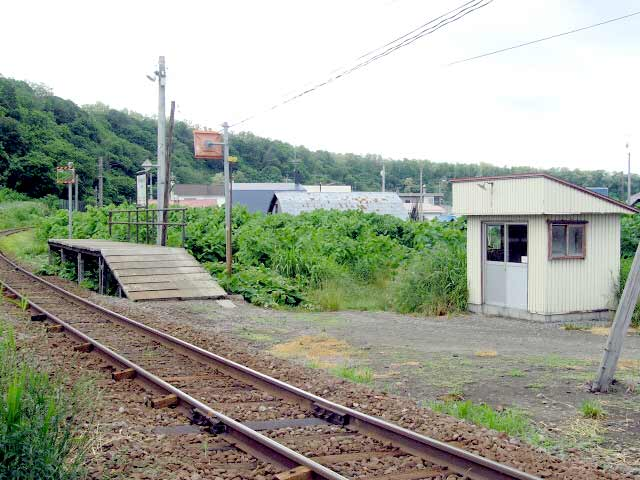
駅全景（2004年6月）
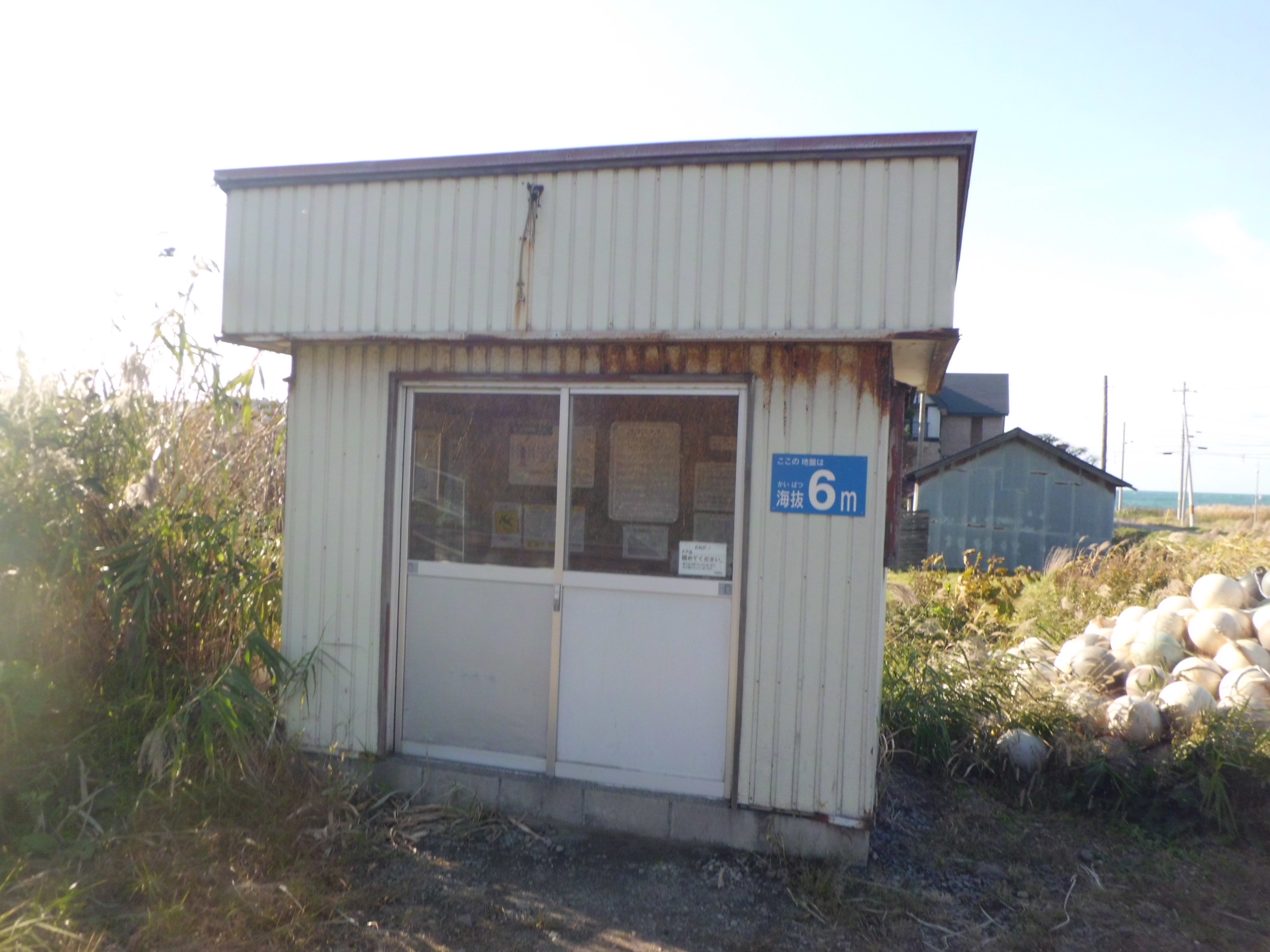
待合室（2016年10月）
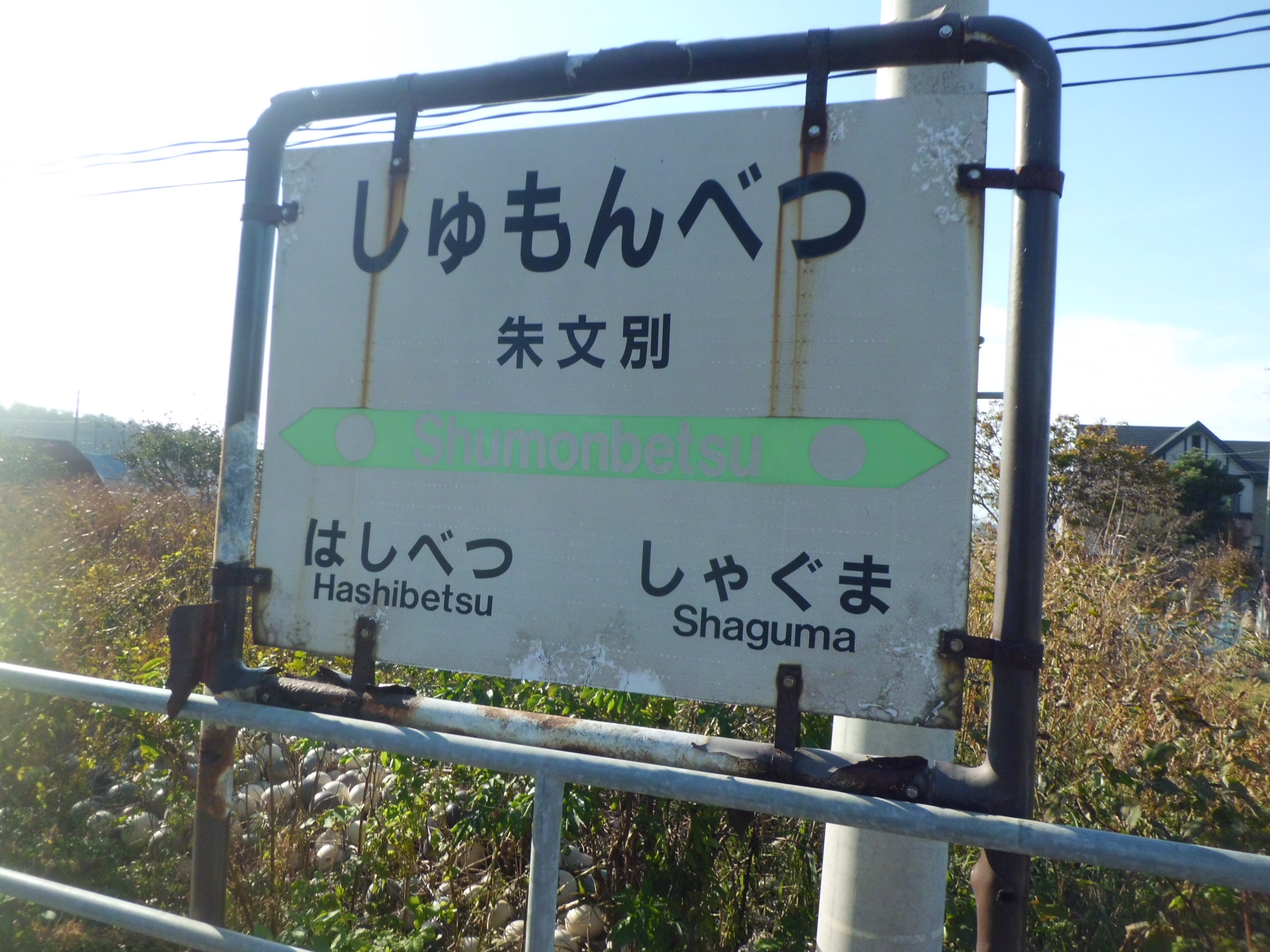
駅名標（2016年10月）

## 利用状況
- 1992年度（平成4年度）の1日乗降客数は14人[6]。
- 2011年（平成23年）- 2015年（平成27年）の11月の調査日に実施された、乗降人員調査の平均は「1名以下」[9]。

## 駅周辺
漁港の集落がある。駅は国道から少し山側に入った所に位置した。
- 国道231号（日本海オロロンライン）
- 沿岸バス「第一朱文別」停留所

## 駅跡
廃駅舎・ホームともに解体され藪と化しているが、かつてホーム上に設置されていた電灯設備が残されている。

## 隣の駅
北海道旅客鉄道（JR北海道）
留萌本線
舎熊駅 - 朱文別駅 - 箸別駅